# 弗里德里希·戈特
弗里德里希·戈特（德語：Friedrich Gothe；1872年—1951年），德国建筑师，安哈尔特公国的建筑官员（Baubeamter）和地方政治家（Kommunalpolitiker）。他于1919年至1933年担任贝恩堡市长。

## 生平
在20世纪初，戈特以建筑师的身份成名。他所建的建筑包括贝恩堡的腓特丽克医院（Friederiken-Gymnasium，建于1906-1909年）以及克滕的圣马丁教堂（Martinskirche，建于1912-1914年，现用作青年俱乐部）等。他曾在克滕工作参加地方政治工作。
1919年，他当选为贝恩堡市长。1931年，戈特成功地击败了马克斯·埃格特（Max Eggert）而再次当选该市市长，后者是一名纳粹党员，于1933年在戈特“临时退休”后取代了他。